# Szemiotika
A szemiotika (jeltan, jeltudomány) a jelek és a jelrendszerek tudománya. A név eredete a görög szémeion (σημεῖον, a. m. „jel”) szó. Beletartozik a megértés, a jövőre vonatkozó állítások (predikció) és a jelentés: annak a folyamata, hogy miként jutunk el a jelentéshez, hogyan fogalmazzuk meg a jövőre vonatkozó gondolatainkat, fogjuk fel, értjük meg a világot. A jelek általános elméleteit is szemiotikának nevezzük.
A szemiotikusok felfogása szerint a jelek nagyobb rendszerben kapnak jelentést. Egy nyelv szavainak és kifejezéseinek például egy adott nyelvben van jelentésük, és csak azért van jelentésük, mert az adott nyelv szerkezetében bizonyos rendeltetésük, használati szabályuk van.
A szemiotika előfutárai Platón, Arisztotelész és John Locke voltak, megalapítója pedig Charles Sanders Peirce („a szemiotika atyja”). Peirce mellett fontos megnevezni Saussure-t és Jakobsont is, akik szintén kiemelkedő fontosságúak a szemiotika területén. Magyar vonatkozásban Dienes Valéria, Sebők Tamás és Lázár Imre, valamint Voigt Vilmos munkásságát kell kiemelni. Voigt Vilmos a Magyar Szemiotikai Társaság alapító elnöke volt.